# Август Прусський (1779—1843)
Фрідріх Вільгельм Генріх Август Прусський (нім. Friedrich Wilhelm Heinrich August von Preußen; 19 вересня 1779, палац Фрідріхсфельде, Берлін — 19 липня 1843, Бромберг) — син принца Фердинанда Прусського, молодшого брата Фрідріха Великого, і Луїзи, маркграфині Бранденбург-Шведтської. Генерал піхоти, активний учасник Наполеонівських воєн.

## Біографія
В молодості зарахований в прусську армію і в 1801 році отримав у командування гренадерський батальйон, розквартирований в Берліні. Брав участь у війнах з Францією. У битві при Ауерштедтом командував гренадерськими батальйонами. 28 жовтня 1806року при капітуляції залишків прусської армії (був запеклим супротивником здачі) в Пренцлау узятий в полон. Перевезений французами в Берлін, а потім у Нансі і Суассон. Після Тільзитського миру звільнений. У березні 1808 року призначений шефом артилерії, керував її реорганізацією.
20 січня 1809 року був нагороджений орденом Св. Андрія Первозванного. Брав участь в Дрезденській битві. Відзначився у Битві народів.
У 1814 році успішно бився при Шампобері, потім командував дивізією. Взяв участь у боях при Мері, Маро, Лаоне, Клає, Парижі. 1 квітня 1814 замінив Клейста на посаді командира 2-го армійського корпусу.
Август Прусський був найбільшим землевласником в Пруссії, але після його смерті більша частина земель перейшла до казни через відсутність спадкоємців і тільки незначна частина — до родини Радзивілів, з якими перебував у родинних стосунках через сестру Луїзу. Похований у Берлінському кафедральному соборі. Від його зв'язку з Кароліною Фрідерікою фон Вальденбург народилося четверо дітей. Августа Оренд народила принцу Августу ще сімох позашлюбних дітей.
Ім'я принца Августа носить вулиця Аугустштрассе в берлінському районі Мітте.

## Нагороди[4]

### Прусське королівство
- Орден Чорного орла (19 серпня 1786)
- Орден Червоного орла, великий хрест (19 серпня 1786)
- Князівський орден дому Гогенцоллернів, почесний хрест 1-го класу
- Залізний хрест 2-го класу
- Хрест «За вислугу років» (Пруссія)

### Російська імперія
- Орден Андрія Первозванного (20 січня 1809)
- Орден Святого Олександра Невського (20 січня 1809)
- Орден Святої Анни 1-го ступеня (20 січня 1809)
- Орден Святого Володимира 2-го ступеня (7 грудня 1813)
- Орден Святого Георгія 2-го ступеня (10 січня 1817)[5]

### Австрійська імперія
- Військовий орден Марії Терезії, лицарський хрест (1813)[6]
- Королівський угорський орден Святого Стефана, великий хрест (1837)
- Орден Леопольда (Австрія), великий хрест

### Сардинське королівство
- Вищий орден Святого Благовіщення (30 жовтня 1832)
- Орден Святих Маврикія та Лазаря, великий хрест (30 жовтня 1832)

### Ганноверське королівство[7]
- Королівський гвельфський орден, великий хрест (1839)
- Орден Святого Георгія (Ганновер) (1839)

### Інші країни
- Орден Генріха Лева, великий хрест (Брауншвейг-Люнебурзьке герцогство)
- Орден Святого Януарія (Королівство Обох Сицилій)